# Mauldin (Caroline du Sud)
Pour les articles homonymes, voir Mauldin.
Mauldin est une municipalité américaine située dans le comté de Greenville en Caroline du Sud.
Selon le recensement de 2010, sa population est de 22 889 habitants.

## Géographie
Lors du recensement de 2010, la municipalité s'étend sur 10 milles carrés (25,9 km2), dont 0,05 milles carrés (0,13 km2) d'étendues d'eau.

## Histoire
Benjamin Griffith est considéré comme le premier habitant de la localité, s'y installant vers 1785. Celle-ci prend le nom de Butler's Crossroads au siècle suivant, lorsque Willis William Butler y achète une propriété.
En 1886, le chemin de fer atteint le village. La gare est alors nommée Mauldin Train Depot en l'honneur du lieutenant-gouverneur W.L. Mauldin, qui a milité pour que le chemin de fer traverse Butler's Crossroads. Quatre ans plus tard, la localité devient une municipalité sous le nom de Mauldin. Elle perdra à plusieurs reprises ce statut, avant de la retrouver le 28 mai 1957.

## Démographie
| 1960  | 1970  | 1980  | 1990   | 2000   | 2010   |
| ----- | ----- | ----- | ------ | ------ | ------ |
| 1 462 | 3 797 | 8 143 | 11 587 | 15 224 | 22 889 |

La population de Mauldin est estimée à 25 188 habitants au 1er juillet 2016.
Le revenu par habitant était en moyenne de 29 301 dollars par an entre 2012 et 2016, au-dessus de moyenne de la Caroline du Sud (25 521 dollars) et dans la moyenne nationale (29 829 dollars). Sur cette même période, 6,2 % des habitants de Mauldin vivaient sous le seuil de pauvreté (contre 15,3 % dans l'État et 12,7 % à l'échelle des États-Unis).